# Monopolio natural

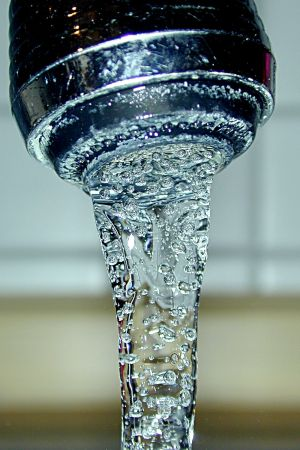
Agua potable, agua de boca o agua corriente. El suministro de agua es uno de los monopolios naturales por excelencia. La ineficiencia de la duplicación de infraestructuras hace que solamente exista una red de suministro.

Un monopolio natural es un caso particular de los monopolios en el cual una empresa pública o una empresa privada puede generar toda la producción del mercado con un coste menor que si fuera ofrecido por varias entidades públicas y/o empresas privadas compitiendo.
Los monopolios naturales se dan en los servicios públicos básicos (agua, alcantarillado) y las denominadas industrias de redes, energía, telecomunicaciones y transporte. Es decir el abastecimiento de agua, alcantarillado, suministros de gas, electricidad y en algunos casos la telefonía. También ocurre en el caso de infraestructuras, carreteras, ferrocarriles, aeropuertos, presas hidráulicas, puentes, etc.

## Ineficiencia en la duplicación de proveedores de los monopolios naturales
La ineficiencia en la duplicación de servicios en los considerados monopolios naturales se produce por la alta inversión en infraestructuras, la economía de escala que requiere de toda la demanda posible para rentabilizar los costes y de los límites al crecimiento de la demanda. 
Esto usualmente ocurre en mercados en los cuales se tiene que realizar una altísima inversión inicial para ingresar, junto a elevados costos de mantenimiento de la estructura productiva para atender un mercado que, adicionalmente, es limitado o tiene unas altas barreras de entrada. Así, los incentivos para que firmas adicionales a la primera ingresen en el mercado son bajos, dado que los costos totales necesarios no disminuyen mientras que, al mismo tiempo y en el mejor de los casos, solo se podría servir una parte de dicho mercado. Además, esta participación de empresas adicionales también sería ineficiente: la replicación de las estructuras industriales no conduce necesariamente a una mejora ya sea en la cantidad o en la calidad del producto. Por ejemplo, el hecho de que se doble el número de empresas que proveen agua potable en los domicilios o alcantarillado -o aún peor, el doblar la red de suministro de agua y alcantarillado- en un lugar donde ya existe no conduciría a una mejora en la prestación del servicio ni de la salud pública pero incrementaría innecesariamente el coste.  En otras palabras, resulta más eficiente que haya una sola oferta de un producto o servicio ya sea suministrado por el sector público (gobierno estatal, regional o local) o una empresa, puesto que los costes medios tienden a bajar según aumentamos la productividad de lo invertido, el monopolista aumenta su ganancia (Nota: esto no necesariamente implica que el monopolista baje el precio, ya que el precio se determina por costo marginal igual a costo marginal: esta baja de precios, en realidad, operaría sólo si se estamos en presencia de costos marginales decrecientes, que en general no es relevante, sino de costos fijos importantes como causantes de costos medio totales decrecientes).

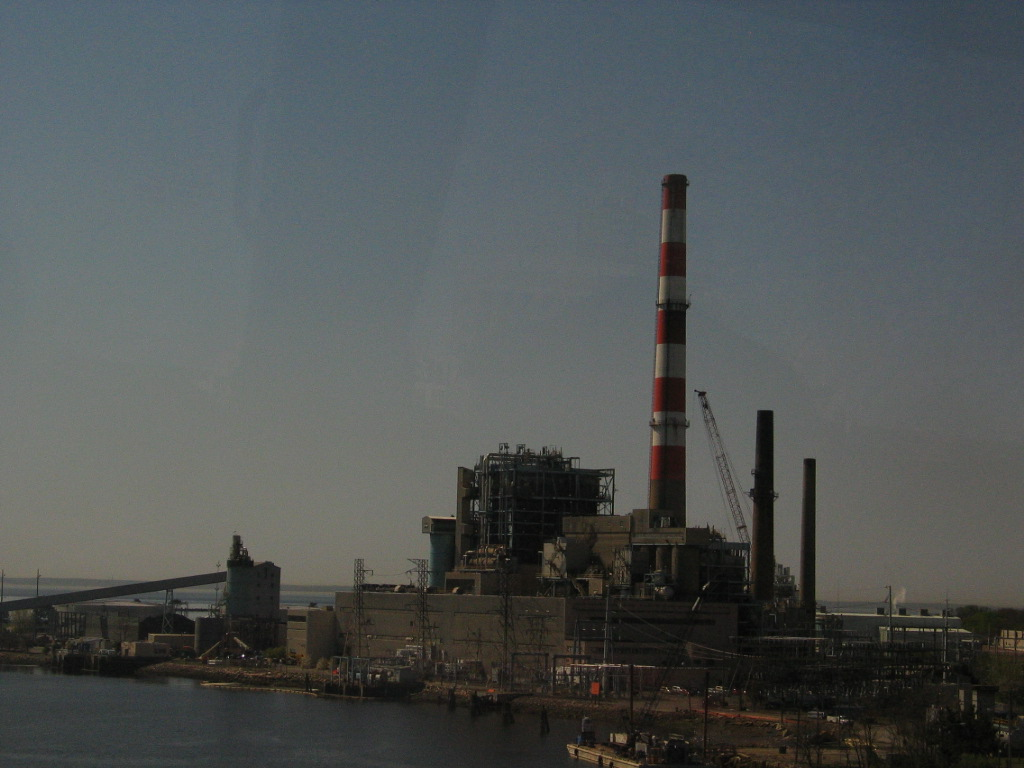
El monopolio también puede considerarse 'natural' y puede producirse durante un período en aquellas industrias que requieren de una gran inversión para entrar en el mercado. Suele ser característico de las economías de escala que se caracterizan por unos altos costes fijos. Este tipo de monopolios se produce en los procesos de industrialización de los países. Se impide la entrada de productos foráneos con el objeto de que la industria nacional adquiera el grado suficiente de desarrollo que le permita una competencia global. Cuando se considera madura la industria finaliza el monopolio.

### Límites en la oferta de monopolios naturales
Si bien el monopolio natural tiene también cautivos a sus consumidores, a diferencia de uno clásico es socialmente eficiente. Un ejemplo de ello es la distribución de agua potable en las ciudades. Pero incluso el concepto de monopolio natural ha llegado a ser reexaminado, dado que algunos sectores que tradicionalmente se consideraban como tales -por ejemplo el servicio de distribución de energía eléctrica y la telefonía fija- hoy en día han evolucionado a un sistema de competencia parcial. Asimismo, la distribución de agua potable hoy en día también se puede dar bajo un esquema de competencia parcial como en el caso de Reino Unido, donde las empresas que brindan ese servicio lo hacen a nivel de regiones, compitiendo bajo un sistema regulado (en asuntos de calidad, etc.) para negociar con las autoridades. Al mismo tiempo, otorgan, en algunos casos, otros servicios a los usuarios (incluyendo municipalidades y ayuntamientos, entre otros) tales como tratamiento de aguas servidas, servicios de gas o electricidad. Ver, por ejemplo, United Utilities.
Sin embargo, desarrollos posteriores han sugerido que tales transformaciones no son necesariamente positivas o beneficiosas para los consumidores. Como muestra, en Estados Unidos los servicios públicos mantenidos por empresas privadas son más de un tercio más caros y menos eficientes que los servicios ofrecidos por municipalidades. En el caso de América Latina, Luis Andrés y otros encuentran que la introducción del sistema ha llevado a algunas mejoras (principalmente en la reducción de la fuerza de trabajo) pero también a un incremento en los precios al consumidor. La misma baja expectativa de ventajas significativas al público entre el sistema privado y el municipal se ha encontrado en otros países, lo que ha llevado a una percepción general de que la implementación de este tipo de iniciativas está basada -y requiere fuerte apoyo basado- en consideraciones políticas.
Aparte, aun en el caso de que se establezca un sistema de "competencia limitada", el monopolio natural se mantiene en las partes de ese tipo de suministros que, económicamente, no conviene multiplicar. En el caso de la energía eléctrica o telefonía fija, por ejemplo, existen diversas empresas que prestan los servicios a distintos precios, pero una sola empresa que mantiene la red de transporte o comunicación y cobra un precio por su uso a las empresas distribuidoras.